# داپی‌پرازول
داپی‌پرازول (انگلیسی: Dapiprazole) (با نام تجاری Rev-Eyes) یک مسدودکننده آلفا-۱ است. این دارو برای وارون کردن میدریاز پس از معاینه چشم استفاده می‌شود.